# Лионская метрополия
Лио́нская метропо́лия (фр. Métropole de Lyon), или Большо́й Лио́н (фр. Grand Lyon) — городская агломерация и территориальная единица Франции с особым статусом, находящаяся в регионе Овернь — Рона — Альпы. Созданная 1 января 2015 года, она выделена из департамента Рона в отдельную административную единицу и заменяет собой существовавшее в тех же границах внутри департамента Рона Городское сообщество Лиона. Её столица — Лион.

## История

### Предшествовавшие межкоммунальные объединения
В 1929 году по инициативе тогдашнего мэра Вилёрбана создаётся Водный синдикат лионских пригородов (фр. Syndicat des Eaux de la Banlieue de Lyon) (SIEB), ответственный за подачу питьевой воды. В то время подача питьевой воды находится под прямым управлением коммуны Лиона, в то время как остальные коммуны агломерации тогда перепоручают эту службу Генеральной водной компании (фр. Compagnie générale des eaux). Синдикат проявляет мало активности вплоть до 1949 года.
В 1931 году создаётся в свою очередь Межкоммунальный синдикат левого берега Роны по ассенизации (фр. Syndicat Intercommunal d’Assainissement de la Rive Gauche du Rhône) (SIARGR). Причина его создания — заметное промышленное и жилищное развитие, ставящее под угрозу коммунальные водозаборы Лиона. Тем не менее, хотя главная задача, ставящаяся синдикатом, это создание станции водоочистки, она будет открыта лишь в 1972 году в Сен-Фоне.
В 1941 году по инициативе префекта департамента Рона создаётся Синдикат общественного транспорта Лионского региона
(фр. Syndicat des Transports en Commun de la Région Lyonnaise) (STCRL).
Создаются также другие узкоспециализированные синдикаты: Межкоммунальный синдикат долины Изерона по эвакуации сточных вод (фр. Syndicat intercommunal pour l’évacuation des eaux usées de la vallée de l’Yzeron), Синдикат коммун правого берега Соны по исследованию ассенизации (фр. Syndicat d’études d’assainissement des communes de la rive droite du la Saône), Межкоммунальный синдикат лионского региона по газу и электричеству (фр. Syndicat intercommunal du gaz et de l’électricité de la région lyonnaise), Синдикат поставщиков электричества департамента Рона (фр. Syndicat des collectivités concédantes d’électrification du département du Rhône).
Множащиеся синдикаты с несовпадающими между собой границами и нечёткими зонами компетенции подталкивают власти, и прежде всего префекта департамента Рона, к проведению более глубокой межкоммунальной интеграции. Первоначально эта интеграция предполагается в 1959 году форме городского округа, имеющего право на налоговые поступления, а в качестве основных задач — управление жилищным фондом и борьбой с пожарами. Однако этот проект был провален, прежде всего — периферийными коммунами.
Следствием этого провала стало создание 14 ноября 1960 года префектом департамента Рона Межкоммунального многозадачного синдиката Лионской Агломерации (фр. Syndicat Intercommunal à Vocation Multiple de l’Agglomération Lyonnaise) (SIVMAL). Он включает в себя 25 коммун, из которых 19 принадлежат к департаменту Рона и ещё 6 — к департаменту Изер. По закону многозадачные синдикаты не имеют права на налоговые поступления, и по этой причине эффект от интеграции — гораздо меньший, чем при создании городского округа. В 1961 году расширяет сферу своей деятельности на управление канализацией, которая и остаётся его главной функцией. В 1965 и 1966 годах мэр Лиона Луи Прадель выступает за расширение SIVMAL с 25 до 60 коммун.
В марте 1967 года 16 коммун присоединяются к SIVMAL. Бо́льшую значимость этому синдикату придают участвующие в его работе мэры, в то время как деятельность всех предыдущих синдикатов ограничивалась уровнем технических исполнителей. Мэры крупных городов, таких как Лион и Вилёрбан, призывают к более тесной интеграции, но этому противятся мэры восточно-лионских коммун и мэры-коммунисты Венисьё и Во-ан-Велена.

### Создание Большого Лиона
Как и городские сообщества Бордо, Лилля и Страсбурга, городское сообщество Лиона было создано на основании закона 66-1069 от 31 декабря 1966 года. Однако часть территорий смогла присоединиться к Большому Лиону лишь 3 года спустя, когда эти территории официально отошли департаменту Рона от департаментов Эн и Изер. С тех пор законодательство изменилось и не требует, чтобы городское сообщество полностью находилось в границах одного департамента.

### Название
Официальным названием этого объединения с момента его создания было Городское сообщество Лиона (фр. Communauté urbaine de Lyon). Именно под этим названием оно числилось до 1 января 2015 года в регистрах Национального института статистики и Министерства внутренних дел Франции. Это название используется в тексте всех юридических документов.
Однако народные избранники хотели бы использовать менее бюрократическое и более простое название.
Самое, казалось бы, простое сокращение «CUL» (Communauté Urbaine de Lyon) не годилось из-за его неблагозвучности (фр. cul — «задница»). С 1971 года по предложению генерального секретаря сообщества г-на Мёле стало использоваться сокращение «COURLY» или «Courly» (COmmunauté URbaine de LYon). Это название просуществовало два десятка лет, пока не было заменено в 1991 году по инициативе мэра Лиона Мишеля Нуара на «Большой Лион». Это название сочли более подходящим для передачи амбиций городского сообщества.

### Расширение
Первое с 1969 года расширение Большого Лиона произошло 1 января 2007 года, когда к нему присоединились коммуны Гриньи и Живор. Однако в результате образовался эксклав, не имеющий общей границы с остальной частью городского сообщества Лиона — «независимая» коммуна Милери разделяла коммуны Гриньи и Вернезон. Проблема решена 28 февраля 2013 года путём изменения границ коммун Вернэзон, Гриньи и Милери.
С 1 января 2011 года к Большому Лиону присоединилась коммуна Лисьё.
1 июня 2014 года к сообществу присоединилась коммуна Кенсьё.

### Преобразование городского сообщества в метрополию
В конце 2012 года между председателем совета департамента Мишелем Мерсье и президентом Большого Лиона Жераром Коллоном было подписано соглашение, согласно которому к концу 2014 года на территории Большого Лиона должна была быть создана «еврометрополия», для чего он должен был быть выделен из состава департамента. 27 января 2014 года был принят особый «Закон о модернизации общественной жизни на местах и создании метрополий» («МАПТАМ»), статьи с 26 по 39 которого описывали создание Лионской метрополии. С 1 января 2015 года Большой Лион выделен из состава департамента Рона в отдельную административную единицу, официально называемую Лио́нской метропо́лией (фр. Métropole de Lyon) в департаменте Рона.

## Территория

### Коммуны
В состав Лионской метрополии входят следующие коммуны:
1. Альбиньи-сюр-Сон (фр. Albigny-sur-Saône)
2. Брон (фр. Bron)
3. Вилёрбан (фр. Villeurbanne)
4. Венисьё (фр. Vénissieux)
5. Вернезон (фр. Vernaison)
6. Во-ан-Велен (фр. Vaulx-en-Velin)
7. Гриньи (фр. Grigny)
8. Дардийи (фр. Dardilly)
9. Десин-Шарпьё (фр. Décines-Charpieu)
10. Жёне (фр. Genay)
11. Живор (фр. Givors)
12. Жонаж (фр. Jonage)
13. Ириньи (фр. Irigny)
14. Калюир-э-Кюир (фр. Caluire-et-Cuire)
15. Каю-сюр-Фонтен (фр. Cailloux-sur-Fontaines)
16. Кенсьё (фр. Quincieux)
17. Колонж-о-Мон-д'Ор (фр. Collonges-au-Mont-d'Or)
18. Корба (фр. Corbas)
19. Крапон (фр. Craponne)
20. Кузон-о-Мон-д'Ор (фр. Couzon-au-Mont-d'Or)
21. Кюри-о-Мон-д'Ор (фр. Curis-au-Mont-d'Or)
22. Ла-Мюлатьер (фр. La Mulatière)
23. Ла-Тур-де-Сальваньи (фр. La Tour-de-Salvagny)
24. Лимоне (фр. Limonest)
25. Лион (фр. Lyon)
26. Лисьё (фр. Lissieu)
27. Марси-л'Этуаль (фр. Marcy-l'Étoile)
28. Мезьё (фр. Meyzieu)
29. Монтане (фр. Montanay)
30. Мьён (фр. Mions)
31. Нёвиль-сюр-Сон (фр. Neuville-sur-Saône)
32. Пьер-Бенит (фр. Pierre-Bénite)
33. Полемьё-о-Мон-д'Ор (фр. Poleymieux-au-Mont-d'Or)
34. Рильё-ла-Пап (фр. Rillieux-la-Pape)
35. Роштайе-сюр-Сон (фр. Rochetaillée-sur-Saône)
36. Сатоне-Вилаж (фр. Sathonay-Village)
37. Сатоне-Кам (фр. Sathonay-Camp)
38. Сен-Дидье-о-Мон-д'Ор (фр. Saint-Didier-au-Mont-d'Or)
39. Сен-Жени-Лаваль (фр. Saint-Genis-Laval)
40. Сен-Жени-лез-Ольер (фр. Saint-Genis-les-Ollières)
41. Сен-Жермен-о-Мон-д'Ор (фр. Saint-Germain-au-Mont-d'Or)
42. Сен-Прьес (фр. Saint-Priest)
43. Сен-Ромен-о-Мон-д'Ор (фр. Saint-Romain-au-Mont-d'Or)
44. Сен-Сир-о-Мон-д'Ор (фр. Saint-Cyr-au-Mont-d'Or)
45. Сен-Фон (фр. Saint-Fons)
46. Сент-Фуа-ле-Лион (фр. Sainte-Foy-lès-Lyon)
47. Солез (фр. Solaize)
48. Тассен-ла-Дёми-Люн (фр. Tassin-la-Demi-Lune)
49. Уллен (фр. Oullins)
50. Фёзен (фр. Feyzin)
51. Флёрьё-сюр-Сон (фр. Fleurieu-sur-Saône)
52. Фонтен-Сен-Мартен (фр. Fontaines-Saint-Martin)
53. Фонтен-сюр-Сон (фр. Fontaines-sur-Saône)
54. Франшвиль (фр. Francheville)
55. Шампань-о-Мон-д'Ор (фр. Champagne-au-Mont-d'Or)
56. Шарбоньер-ле-Бен (фр. Charbonnières-les-Bains)
57. Шарли (фр. Charly)
58. Шасьё (фр. Chassieu)
59. Экюли (фр. Écully)

Коммуны Лионской метрополии. Город Лион отмечен красным

- До 1967 года следующие коммуны входили в состав департамента Эн: Жёне, Монтане, Рильё-ла-Пап, Сатоне-Вилаж и Сатоне-Кан.
- До 1967 года следующие коммуны входили в состав департамента Изер: Десин-Шарпьё, Жонаж, Корба, Мезьё, Мьён, Сен-Приест (Лионская метрополия), Солез, Фёзен и Шассьё.
- Коммуна Рильё-ла-Пап была создана в 1972 году путём слияния коммун Рилльё и Крепьё-ла-Пап.

### Территориальные конференции мэров
В 2002 году коммуны Большого Лиона объединились в несколько локальных конференций мэров, после образования Лионской метрополии их заменили территориальные конференции мэров.
Существуют 9 территориальных конференций:
1. Лион и Вилёрбан — 2 коммуны
2. Рукава и берега Роны — 10 коммун
3. Северо-запад — 8 коммун
4. Северное плато — 3 коммуны
5. Альпийские ворота — 4 коммуны
6. Южные ворота — 5 коммун
7. Истоки Роны — 4 коммуны
8. Долина Изерона — 6 коммуны
9. Долина Соны — 17 коммун

## Администрация

### Политическая организация
Лионская метрополия управляет бюджетом более 2,6 миллиардов евро, состоит из более 4000 сотрудников, во главе которых стоит Совет сообщества, его Бюро и президент.
Совет сообщества примерно соответствует по исполняемым функциям муниципальному совету применительно к коммуне. Он состоит из 162 членов, избираемых одновременно с коммунальными советниками во всех 59 коммунах, образующих Большой Лион. Количество мест в Совете от каждой из коммун пропорционально её населению, каждая коммуна имеет как минимум одно место. Совет собирается на публичные слушанья примерно 10 раз в год. На слушаньях разбираются сотни документов, каждое решение принимается большинством голосов.
Совет сообщества делегирует часть своих полномочий Бюро и президенту. Бюро состоит из президента, 25 вице-президентов и 6 советников, избираемых Советом сообщества, 5 председателей постоянных комиссий. Бюро принимает решения по поручениям Совета.
Каждый вице-президент отвечает за конкретное направление деятельности: городской транспорт, финансы, исторические памятники, экология, собственность и т. д.

### Главный офис
Главный офис Городского сообщества Лиона находится в городе Лионе, в квартале Пар-Дьё.
Зоны ответственности
- экономическое, социальное и культурное развитие и благоустройство
- благоустройство коммунальной территории, общественный транспорт
- управление социальным жильём
- городская политика
- управление службами коллективной значимости: водопровод, канализация, кладбища, скотобойни, рынки
- экология и качество жизни: борьба с загрязнением воздуха и шумовым загрязнением

### Бюджет
Доходная часть бюджета Лионской метрополии достигла в 2016 году суммы в 2637 миллионов евро, расходная — 2389 миллионов евро, 248 миллионов евро направлено на инвестиционные цели, в том числе 195 миллионов евро — на основные фонды.

## Численность населения
| Численность населения Лионской метрополии | Численность населения Лионской метрополии | Численность населения Лионской метрополии | Численность населения Лионской метрополии | Численность населения Лионской метрополии | Численность населения Лионской метрополии |
| 1968                                      | 1975                                      | 1982                                      | 1990                                      | 1999                                      | 2009                                      |
| ----------------------------------------- | ----------------------------------------- | ----------------------------------------- | ----------------------------------------- | ----------------------------------------- | ----------------------------------------- |
| 1 076 524                                 | ↗1 151 892                                | ↘1 136 798                                | ↗1 164 497                                | ↗1 196 482                                | ↗1 281 971                                |
| 2010                                      | 2011                                      | 2012                                      | 2013                                      | 2014                                      |                                           |
| ↗1 293 164                                | ↗1 306 972                                | ↗1 324 637                                | ↗1 336 994                                | ↗1 354 476                                |                                           |